# Método silábico
El método silábico es un método usado en el proceso de alfabetización para enseñar a leer y escribir en español. El método sigue los siguientes pasos:
- Primero se enseñan los sonidos de las cinco vocales (a, e, i, o, u)
- Después se aprende el sonido de las consonantes en combinación con las vocales, es decir el sonido de sílabas simples como ma, me, mi, mo, mu. Esto permite la lectura y escritura de palabras y oraciones sencillas como Mi mamá me mima.
- Finalmente se enseña el sonido de las sílabas mixtas, inversas y compuestas.

El método silábico es equivalente aunque en versión mucho más simple, del método conocido como phonics en inglés para esta lengua. Phonics es un método para enseñar a leer y escribir el idioma inglés mediante el desarrollo de la conciencia fonémica de los alumnos (la capacidad de oír, identificar y manipular fonemas) para enseñar la correspondencia entre estos sonidos y los patrones de ortografía (grafemas) que los representan. El objetivo de la phonics es permitir que los lectores principiantes decodifiquen nuevas palabras escritas pronunciando sus sonidos y combinaciones de sonidos. El método phonics a menudo se contrasta con el método del lenguaje completo, un método la enseñanza de la lectura al nivel de la palabra.